# Lobelia rogersii
Lobelia rogersii là loài thực vật có hoa trong họ Hoa chuông. Loài này được Bowden mô tả khoa học đầu tiên năm 1961.